# Абсолюційний талер
Абсолюційний талер (нім. Absolutionstaler) — талерна медаль 1595 року, випущена з приводу відпущення гріхів папою Климентом VIII французькому королю Генріху IV, що символізує примирення короля з католицькою церквою. На аверсі медалі вміщено зображення папи, на реверсі — французького короля.